# Карпенко, Сергей Владимирович
Серге́й Влади́мирович Карпе́нко (род. 21 февраля 1955, Астрахань) — советский и российский историк, специалист по истории России новейшего времени, преподаватель. Кандидат исторических наук, доцент Российского государственного гуманитарного университета, член Союза писателей России. Главный редактор журнала «Новый исторический вестник».

## Биография
Окончил Московский государственный историко-архивный институт в 1978 году. Специалист в области истории России XX века. Изучает историю Гражданской войны в России, Белого движения и эмиграции. Преподаёт в МГИАИ — Российском государственном гуманитарном университете с 1983 года. Кандидат исторических наук (1984, диссертация «Крах социально-экономической политики врангелевской диктатуры»), доцент (1997) кафедры истории России новейшего времени ИАИ РГГУ. Читает курс лекций по истории России.

## Писатель
Работает в жанре «историческая проза».
Автор 170 работ, в том числе, составитель, научный редактор.
Основные публикации
- Коммент.: Деникин А. И. Поход и смерть генерала Корнилова. — Ростов н/Д: Рост. кн. изд-во, 1989. — 111с.; М.: Прометей, 1990. — 125 с. Совм. с Дерябиным А. И.
- Крах последнего белого диктатора. —  М.: Знание, 1990. — 63 с.
- Сост., науч. ред., коммент.: Белое дело: Избр. произведения: В 16 кн. — М.: Голос: Сполохи, 1992−1996. — Кн.1−8.
- Белое дело: Врангель в Таврии. — М.: СПАС, 1994. — 63 с.
- Гуманитарное образование в США: Преподаватель и студент // «Свобод, мысль». — 1994. — № 1. — С. 100−109.
- Чл. авт. коллектива: Российская эмиграция в Турции, Юго-Восточной и Центральной Европе 20-х годов (гражданские беженцы, армия, учебные заведения): Учеб. пособие / РГГУ. ИАИ, Мах-Planck-Institut fur Geschichte, Goettingen. — Goettingen, 1994. — 117с.
- Врангель в Крыму: Ист. роман. — М.: СПАС, 1995. — 623 с. Соавт. Карпенко В. В.
- Российское предпринимательство в эмиграции: 1918−1925 гг. // Гуманитарное образование в России: Новые горизонты: Тез. докл. науч.-практ. конф. — М., 1995. — С. 31−33. Соавт.: Грибенчикова О. А., Ипполитов С. С.
- Врангель и эмиграция в 1920 г. // Российское зарубежье: итоги и перспективы изучения: Тез. науч. конф. — М., 1997. — С. 7−9.
- Белое движение 1917−1920 гг. // Россия в XX веке:- проблемы изучения и преподавания: Материалы науч. конф. — М., 1999. — С. 62−64.
- Очерки истории Белого движения на юге России (1917—1920 гг.). 3-е изд. — М.: Издательство Ипполитова, 2006.
- Последний главком: Роман-хроника. — М.: Астрель, 2006.
- Белые генералы и красная смута. — М.: Вече, 2009.